# Presidenti della Puglia
I presidenti della giunta regionale, dal 1970 al 1995, erano eletti dal consiglio regionale. In seguito alla Riforma amministrativa delle regioni a statuto ordinario del 1995, l'elezione del presidente della Regione avviene per suffragio universale e diretto.

## Elenco
| 1                              |                           |               | Gennaro Trisorio Liuzzi (1924-1992)         | Democrazia Cristiana            | Trisorio Liuzzi I    |                  | Centro-sinistra "organico" (DC • PSI • PSDI • PRI)                   | 8 giugno 1970     | 16 giugno 1975    | I (1970)    |
| 2                              |                           |               | Nicola Rotolo (1925-2024)                   | Democrazia Cristiana            | Rotolo               | 16 giugno 1975   | Centro-sinistra "organico" (DC • PSI • PSDI • PRI)                   | 23 dicembre 1978  | II (1975)         |             |
| 3                              |                           |               | Nicola Quarta (1927-2020)                   | Democrazia Cristiana            | Quarta I             | 23 dicembre 1978 | Centro-sinistra "organico" (DC • PSI • PSDI • PRI)                   | 9 giugno 1980     | II (1975)         |             |
| 3                              | Quarta II                 | 9 giugno 1980 | Nicola Quarta (1927-2020)                   | Democrazia Cristiana            | 4 luglio 1983        | III (1980)       | Centro-sinistra "organico" (DC • PSI • PSDI • PRI)                   |                   |                   |             |
| 4                              |                           |               | Angelo Monfredi                             | Democrazia Cristiana            | Monfredi             | III (1980)       | Centro-sinistra "organico" (DC • PSI • PSDI • PRI)                   | 4 luglio 1983     | 23 settembre 1983 |             |
| –                              |                           |               | Gennaro Trisorio Liuzzi (1924-1992)         | Democrazia Cristiana            | Trisorio Liuzzi II   | III (1980)       | Centro-sinistra "organico" (DC • PSI • PSDI • PRI)                   | 23 settembre 1983 | 17 maggio 1985    |             |
| 5                              |                           |               | Salvatore Fitto (1941-1988)                 | Democrazia Cristiana            | Fitto, S.            |                  | Pentapartito (DC • PSI • PSDI • PRI • PLI)                           | 13 maggio 1985    | 29 agosto 1988    | IV (1985)   |
| –                              |                           |               | Franco Borgia (Vicepresidente f.f.) (1943-) | Partito Socialista Italiano     | Fitto, S.            | 29 agosto 1988   | Pentapartito (DC • PSI • PSDI • PRI • PLI)                           | 23 novembre 1988  |                   | IV (1985)   |
| 6                              |                           |               | Giuseppe Colasanto (1918-1991)              | Democrazia Cristiana            | Colasanto            | 23 novembre 1988 | Pentapartito (DC • PSI • PSDI • PRI • PLI)                           | 8 ottobre 1990    |                   | IV (1985)   |
| 7                              |                           |               | Michele Bellomo (1932)                      | Democrazia Cristiana            | Bellomo              |                  | Centrismo DC • PSDI • PRI • PLI • FdV                                | 8 ottobre 1990    | 23 ottobre 1992   | V (1990)    |
| 8                              |                           |               | Cosimo Convertino (1939)                    | Partito Socialista Italiano     | Convertino           |                  | PSI • PSDI • PDS                                                     | 23 ottobre 1992   | 4 dicembre 1992   | V (1990)    |
| 9                              |                           |               | Giovanni Copertino (1943)                   | Democrazia Cristiana            | Copertino            |                  | DC                                                                   | 4 dicembre 1992   | 3 settembre 1993  | V (1990)    |
| 10                             |                           |               | Vito Savino (1942)                          | Democrazia Cristiana            | Savino               |                  | Centro-sinistra "organico" (DC • PSI)                                | 3 settembre 1993  | 1º marzo 1994     | V (1990)    |
| 10                             | Partito Popolare Italiano |               | Vito Savino (1942)                          |                                 | Savino               |                  | Centro-sinistra "organico" (DC • PSI)                                | 3 settembre 1993  | 1º marzo 1994     | V (1990)    |
| 11                             |                           |               | Giuseppe Martellotta (1941-2025)            | Partito Popolare Italiano       | Martellotta          |                  | Centro-sinistra "organico" (PPI • PSI • PSDI)                        | 1º marzo 1994     | 23 aprile 1995    | V (1990)    |
| Presidenti eletti direttamente |                           |               |                                             |                                 |                      |                  |                                                                      |                   |                   |             |
| 12                             |                           |               | Salvatore Distaso (1937-2008)               | Forza Italia                    | Distaso              |                  | Polo per le Libertà (FI • AN • CCD)                                  | 23 aprile 1995    | 19 maggio 2000    | VI (1995)   |
| 13                             |                           |               | Raffaele Fitto (1969)                       | Forza Italia                    | Fitto, R.            |                  | Casa delle Libertà (FI • AN • CCD • CDU)                             | 19 maggio 2000    | 27 aprile 2005    | VII (2000)  |
| 14                             |                           |               | Nichi Vendola (1958)                        | Rifondazione Comunista          | Vendola I            |                  | L'Unione (DS • DL • PRC • SDI • UDEUR PdCI • PSDI • MRE • IdV • FdV) | 27 aprile 2005    | 26 aprile 2010    | VIII (2005) |
| 14                             | Sinistra Ecologia Libertà | Vendola II    | Nichi Vendola (1958)                        |                                 | PD • SEL • PSI • IdV | 26 aprile 2010   | 26 giugno 2015                                                       | IX (2010)         |                   |             |
| 15                             |                           |               | Michele Emiliano (1959)                     | Indipendente di centro-sinistra | Emiliano I           |                  | PD • SEL • UdC • CD                                                  | 26 giugno 2015    | 24 novembre 2020  | X (2015)    |
| 15                             | Emiliano II               |               | Michele Emiliano (1959)                     | Indipendente di centro-sinistra | PD • POP • SI • M5S  | 24 novembre 2020 | in carica                                                            | XI (2020)         |                   |             |

## Presidenti per durata complessiva
| N. | Presidente              | Giorni in carica |
| -- | ----------------------- | ---------------- |
| 1  | Nichi Vendola           | 3712             |
| 2  | Michele Emiliano        | 3708             |
| 3  | Gennaro Trisorio Liuzzi | 2437             |
| 4  | Salvatore Distaso       | 1853             |
| 5  | Raffaele Fitto          | 1804             |
| 6  | Nicola Quarta           | 1654             |
| 7  | Nicola Rotolo           | 1286             |
| 8  | Salvatore Fitto         | 1204             |
| 9  | Michele Bellomo         | 901              |
| 10 | Giuseppe Colasanto      | 529              |
| 11 | Giuseppe Martellotta    | 418              |
| 12 | Giovanni Copertino      | 273              |
| 13 | Vito Savino             | 179              |
| -  | Franco Borgia (f.f.)    | 86               |
| 14 | Angelo Monfredi         | 81               |
| 15 | Cosimo Convertino       | 42               |